# Хаммаршёльд, Лоренцо
Лоренцо Хаммаршёльд, устар. Ларс Гаммаршильд (швед. Lorenzo Hammarsköld; 7 апреля 1785, приход Туне, лен Кальмар — 15 октября 1827, Стокгольм), — шведский писатель

, выдающийся представитель школы так называемых романтиков-фосфористов, горячо ратовавший в ряде статей в журнале «Poliphem» против французского влияния на шведскую литературу. Его произведение «Svenska vitterheten» (1818—1833) хотя отчасти устарело, но и теперь считается важным источником для изучения шведской литературы. Не лишены значения до сих пор и его труды по истории и философии искусства (1825—27). Хаммаршёльд написал также несколько драм и повестей.